# محمدرضا شریفی‌نیا
محمدرضا شریفی‌نیا (زادهٔ ۲۵ خرداد ۱۳۳۴) بازیگر، تهیه‌کننده، دستیار و مشاور کارگردان و برنامه‌ریز سینمای اهل ایران است.

## زندگی
محمدرضا شریفی‌نیا در ۲۵ خرداد ۱۳۳۴ در تهران زاده شد. او با بازیگر سینمای ایران آزیتا حاجیان ازدواج کرد و آن‌ها دارای دو دختر شدند که هر دوی آن‌ها نیز بازیگر هستند: مهراوه شریفی‌نیا و ملیکا شریفی‌نیا.
شریفی‌نیا برای اولین بار با بازی در نقش بسیار کوتاهی (استاد دانشگاه) در فیلم پری (داریوش مهرجویی، ۱۳۷۳) دیده شد. اما قبل از آن و در سالهای ۱۳۷۰ تا ۱۳۷۲ مشغول بازی در نقش ولید در مجموعه تلویزیونی امام علی (داوود میرباقری) بود که با پخش این مجموعه در سال ۱۳۷۵ مطرح و شناخته شد. پس از پری آدم‌برفی (داود میرباقری، ۱۳۷۳) را بازی کرد که این فیلم به مدت سه سال توقیف شد. محمد رضا شریفی‌نیا علاوه بر بازی در فیلم‌های سینمایی و مجموعه‌های تلویزیونی، سمتهای دستیار کارگردان، برنامه‌ریز، عکاس را هم بر عهده داشت.

## شایعه ازدواج دوم
در سال ۱۳۹۳ در رسانه‌ها پخش شده بود که رز رضوی با شریفی‌نیا ازدواج کرده است. هر دو این ادعا را تکذیب کردند و شریفی‌نیا در این باره توضیحاتی را در برنامه دورهمی داد: «در سفر حج معمول بود باید زنان با محارم به حج بروند و در این سفر، نام هر بازیگر مرد در کنار یک بازیگر زن عنوان شد و اسم خانم رز رضوی در کنار من آمده بود و شیطنت یک روزنامه در تهران بود که با تیتری نوشت: «ماه عسل محمدرضا شریفی‌نیا و رز رضوی در مکه … اما من و خانم رضوی بارها و بارها این موضوع را تکذیب کرده‌ایم.»

## پیشینه سیاسی
شریفی‌نیا در طول سال‌های دهه شصت و به خاطر ارتباط با گروه‌های چپ و نشریه لوح، زندانی و به اعدام محکوم شد. وی در سال ۱۳۶۵ پس از تواب‌شدن، مورد عفو مقامات قضایی جمهوری اسلامی واقع و آزاد شد. پس از تظاهرات معترضان به انتخابات، شرکت نمودن وی در مراسم تنفیذ حکم ریاست جمهوری محمود احمدی‌نژاد در ۱۲ مرداد ۱۳۸۸، واکنش‌هایی را در میان طرفداران میرحسین موسوی به همراه داشت.

## شکایت از شریفی‌نیا
در آذر ۱۳۸۸، علیرضا بیات رئیس شرکت بازرگانی کیهان پیک و مدیر تبلیغاتی فیلم سینمایی اخراجی‌ها ۲ با انتشار بیانیه‌ای از حبیب‌الله کاسه‌ساز تهیه‌کننده و همچنین محمدرضا شریفی‌نیا مجری طرح این فیلم به اتهام تبانی عدول از قرارداد حقوقی فی‌مابین، اعلام شکایت کرد.

## فیلم‌شناسی

### سینما
| سال تولید | نام فیلم                        | کارگردان           | نقش                                            |
| --------- | ------------------------------- | ------------------ | ---------------------------------------------- |
| ۱۳۷۰      | اوینار                          | شهرام اسدی         | زازا                                           |
| ۱۳۷۱      | هنرپیشه                         | محسن مخملباف       |                                                |
| ۱۳۷۳      | آدم‌برفی                         | داود میرباقری      | تاجر                                           |
| ۱۳۷۳      | پری                             | داریوش مهرجویی     |                                                |
| ۱۳۷۵      | برج مینو                        | ابراهیم حاتمی‌کیا   | منصور                                          |
| ۱۳۷۵      | ابر و آفتاب                     | محمود کلاری        | دستیار کارگردان                                |
| ۱۳۷۵      | لیلا                            | داریوش مهرجویی     |                                                |
| ۱۳۷۵      | سینما سینماست                   | ضیاءالدین دری      |                                                |
| ۱۳۷۶      | جهان پهلوان تختی                | بهروز افخمی        | دستیار کارگردان - قصه‌نویس صحاف                 |
| ۱۳۷۷      | شیدا                            | کمال تبریزی        | امانی                                          |
| ۱۳۷۷      | عشق کافی نیست                   | مهدی صباغ‌زاده      |                                                |
| ۱۳۷۷      | بلوغ                            | مسعود جعفری جوزانی |                                                |
| ۱۳۷۷      | افسانه پوپک طلایی               | خسرو شجاعی         |                                                |
| ۱۳۷۷      | دختردایی گمشده                  | داریوش مهرجویی     |                                                |
| ۱۳۷۸      | بازیگر                          | محمدعلی سجادی      |                                                |
| ۱۳۷۸      | میکس                            | داریوش مهرجویی     |                                                |
| ۱۳۷۹      | مونس                            | حمید رخشانی        | ستار                                           |
| ۱۳۷۹      | دختری بنام تندر                 | حمیدرضا آشتیانی‌پور |                                                |
| ۱۳۷۹      | مسافر ری                        | داود میرباقری      | متوکل                                          |
| ۱۳۷۹      | خاکستری                         | مهرداد میرفلاح     | زندنیا                                         |
| ۱۳۸۰      | مربای شیرین                     | مرضیه برومند       | آقای قندچی                                     |
| ۱۳۸۱      | عروس خوش‌قدم                     | کاظم راست‌گفتار     | بهنام                                          |
| ۱۳۸۱      | دنیا                            | منوچهر مصیری       | حاج رضا عنایت                                  |
| ۱۳۸۱      | واکنش پنجم                      | تهمینه میلانی      | حسین                                           |
| ۱۳۸۲      | سیزده گربه روی شیروانی          | علی عبدالعلی‌زاده   |                                                |
| ۱۳۸۲      | الهه زیگورات                    | رحمان رضایی        |                                                |
| ۱۳۸۳      | مکس                             | سامان مقدم         | بازجو                                          |
| ۱۳۸۳      | سالاد فصل                       | فریدون جیرانی      | حمید دوستدار                                   |
| ۱۳۸۳      | ازدواج به سبک ایرانی            | حسن فتحی           | حاج نصرت                                       |
| ۱۳۸۳      | نقاب (پوکر)                     | کاظم راست‌گفتار     |                                                |
| ۱۳۸۳      | گیس بریده                       | جمشید حیدری        | پدر                                            |
| ۱۳۸۴      | چه کسی امیر را کشت؟             | مهدی کرم‌پور        | دکتر مطلق                                      |
| ۱۳۸۵      | محاکمه                          | ایرج قادری         | بهرامی                                         |
| ۱۳۸۵      | پارک وی                         | فریدون جیرانی      | مهران روانبخش                                  |
| ۱۳۸۵      | اخراجی‌ها                        | مسعود ده‌نمکی       | صالح                                           |
| ۱۳۸۵      | نصف مال من، نصف مال تو          | وحید نیکخواه آزاد  | بهرام                                          |
| ۱۳۸۶      | مهمان                           | سعید اسدی          | محترم خان                                      |
| ۱۳۸۶      | دایره زنگی                      | پریسا بخت‌آور       | سرخی                                           |
| ۱۳۸۶      | در شهر خبری نیست، هست           | سیدرضا خطیبی       |                                                |
| ۱۳۸۶      | زن‌ها فرشته‌اند                   | شهرام شاه‌حسینی     | رضا                                            |
| ۱۳۸۶      | تسویه‌حساب                       | تهمینه میلانی      | شاعر                                           |
| ۱۳۸۷      | یک اشتباه کوچولو                | محسن دامادی        | منصور                                          |
| ۱۳۸۷      | صندلی خالی                      | سامان استرکی       |                                                |
| ۱۳۸۷      | اخراجی‌ها ۲                      | مسعود ده‌نمکی       | حاج صالح                                       |
| ۱۳۸۷      | پسر تهرانی                      | کاظم راست‌گفتار     | منصور تهرانی                                   |
| ۱۳۸۷      | سوپر استار                      | تهمینه میلانی      | کارگردان                                       |
| ۱۳۸۷      | تهران ۱۵۰۰                      | بهرام عظیمی        | عنایت                                          |
| ۱۳۸۷      | دعوت                            | ابراهیم حاتمی کیا  | بازیگر                                         |
| ۱۳۸۹      | سه درجه تب                      | حمیدرضا صلاحمند    |                                                |
| ۱۳۸۹      | اخراجی‌ها ۳                      | مسعود ده‌نمکی       | حاج صالح                                       |
| ۱۳۸۹      | پایان‌نامه                       | حامد کلاهداری      | استاد بهرامی                                   |
| ۱۳۹۰      | گیرنده                          | مهرداد غفارزاده    | صفری                                           |
| ۱۳۹۰      | اختاپوس                         | سیدجواد هاشمی      | سالار                                          |
| ۱۳۹۰      | قلاده‌های طلا                    | ابوالقاسم طالبی    | ساسان                                          |
| ۱۳۹۰      | خودزنی                          | احمد کاوری         |                                                |
| ۱۳۹۱      | گام‌های شیدایی                   | حمید بهمنی         |                                                |
| ۱۳۹۱      | قصه عشق پدرم                    | محمدرضا ورزی       |                                                |
| ۱۳۹۱      | پس‌کوچه‌های شمرون                 | کامران قدکچیان     |                                                |
| ۱۳۹۱      | رسوایی                          | مسعود ده‌نمکی       | شریف                                           |
| ۱۳۹۲      | معراجی‌ها                        | مسعود ده‌نمکی       | در نسخه سریالی بازی داشت. در نقش راننده اتوبوس |
| ۱۳۹۲      | آنچه مردان درباره زنان نمی‌دانند | قربان محمدپور      | فرهاد                                          |
| ۱۳۹۳      | شانس، عشق، تصادف                | آرش معیریان        | نادر سرمدی                                     |
| ۱۳۹۳      | سه بیگانه                       | مهدی مظلومی        | دیوید                                          |
| ۱۳۹۴      | رسوایی ۲                        | مسعود ده‌نمکی       | شریف                                           |
| ۱۳۹۴      | آس و پاس                        | آرش معیریان        | ملک سلمان                                      |
| ۱۳۹۴      | ثبت با سند برابر است            | بهمن گودرزی        | منصور آب شک                                    |
| ۱۳۹۵      | قرارمون پارک شهر                | فلورا سام          |                                                |
| ۱۳۹۵      | سوفی و دیوانه                   | مهدی کرم پور       | رضا                                            |
| ۱۳۹۵      | پشت دیوار سکوت                  | مسعود جعفری جوزانی | جانشین استاد بازرگان                           |
| ۱۳۹۶      | هوس                             | محمد خراط‌زاده      | سرگرد مروتی                                    |
| ۱۳۹۶      | دختر شیطان                      | قربان محمدپور      |                                                |
| ۱۳۹۶      | داش آکل                         | محمد عرب           | محمدعباس                                       |
| ۱۳۹۶      | خالتور                          | آرش معیریان        | ساشا عضدی                                      |
| ۱۳۹۷      | مأموریت غیرممکن                 | یعقوب غفاری        | پروفسور کمالی                                  |
| ۱۳۹۷      | پیشونی‌سفید ۳                    | جواد هاشمی         | سالار                                          |
| ۱۳۹۷      | ایکس‌لارج                        | محسن توکلی         | یوسف                                           |
| ۱۳۹۷      | کلوپ همسران                     | مهدی صباغ زاده     | امیر                                           |
| ۱۳۹۸      | خروج                            | ابراهیم حاتمی کیا  |                                                |
| ۱۳۹۸      | زن‌ها فرشته‌اند ۲                 | آرش معیریان        | فرهاد                                          |
| ۱۳۹۸      | ورود و خروج ممنوع               | امید آقایی         | حاج آقا                                        |
| ۱۳۹۹      | عروس خیابان فرشته               | مهدی خسروی         | بازیگر و تهیه‌کننده                             |
| ۱۴۰۲      | معجزه پروین                     | محمدرضا ورزی       | بازیگر و تهیه‌کننده                             |
| ۱۴۰۲      | قلب رقه                         | خیرالله تقیانی‌پور  | بازیگر                                         |

### مجموعه‌های تلویزیونی
| سال        | مجموعه             | کارگردان       | توضیحات                          |
| ---------- | ------------------ | -------------- | -------------------------------- |
| درحال ساخت | سلمان فارسی        | داوود میرباقری | شبکه یک                          |
| ۱۳۹۸       | گاندو              | جواد افشار     | شبکه سه                          |
| ۱۳۹۶       | لژیونر             | مسعود آب‌پرور   | شبکه پنج                         |
| ۱۳۹۶       | تعطیلات رؤیایی     | علیرضا امینی   | شبکه دو                          |
| ۱۳۹۴       | معمای شاه          | محمد رضا ورزی  | شبکه یک                          |
| ۱۳۹۴       | کیمیا              | جواد افشار     | شبکه دو                          |
| ۱۳۹۲       | ما فرشته نیستیم    | فلورا سام      | شبکه پنج                         |
| ۱۳۹۲       | بی‌قرار             | فلورا سام      | شبکه دو                          |
| ۱۳۹۱       | میلیاردر           | علیرضا امینی   | شبکه یک فصل اول و دوم            |
| ۱۳۹۱       | یلدا               | حسن میرباقری   | شبکه سه                          |
| ۱۳۹۰       | سهمی برای دوست     | مسعود اطیابی   | شبکه یک                          |
| ۱۳۸۵–۹۱    | کلاه پهلوی         | ضیاءالدین دری  | شبکه یک                          |
| ۱۳۸۳–۸۹    | مختارنامه          | داوود میرباقری | شبکه یک                          |
| ۱۳۸۹       | از یاد رفته        | فریدون حسن پور | حضور افتخاری در قسمت آخر شبکه یک |
| ۱۳۸۹       | ملکوت              | محمدرضا آهنج   | ماه رمضان شبکه دو                |
| ۱۳۸۹       | تبریز در مه        | محمدرضا ورزی   | شبکه یک                          |
| ۱۳۸۸       | سال‌های مشروطه      | محمدرضا ورزی   | شبکه یک                          |
| ۱۳۸۶       | پیامک از دیار باقی | سیروس مقدم     | شبکه یک                          |
| ۱۳۸۱       | سفر سبز            | محمدحسین لطیفی | شبکه سه                          |
| ۱۳۷۹       | همسایه‌ها           | محمدحسین لطیفی | شبکه سه                          |
| ۱۳۷۹       | داستان‌های نوروز    | مرضیه برومند   | شبکه یک                          |
| ۱۳۷۸       | ورثه آقای نیکبخت   | مرضیه برومند   | شبکه یک                          |
| ۱۳۷۰       | امام علی           | داوود میرباقری | شبکه یک                          |

### نمایش خانگی
| سال     | مجموعه | کارگردان     | توضیحات |
| ------- | ------ | ------------ | ------- |
| ۱۴۰۳-۰۴ | تاسیان | تینا پاکروان | فیلیمو  |
| ۱۴۰۰-۰۱ | خاتون  | تینا پاکروان | نماوا   |